# Моніка Любінайте
Моніка Любінайте (нар. 9 лютого 1988), професійно знана як Моніка Лю, — литовська співачка й авторка пісень. Представниця Литви на Пісенному конкурсі Євробачення 2022 в Турині, Італія з піснею «Sentimentai».

## Біографія
Моніка Любінайте народилася в місті Клайпеда, Литва, у районі рибальського порту. Її батько був вчителем музики, а мама — музиканткою. Моніка відвідувала клайпедську гімназію Ąžuolynas. У дитинстві займалася балетом.
Після закінчення Клайпедського університету, де вона вивчала джаз, Любінайте продовжила отримувати освіту в Музичному коледжі Берклі в Бостоні, штат Массачусетс. Після цього співачка деякий час жила в Лондоні, а потім повернулася до Литви — у Вільнюс.

## Кар'єра
Свою музичну кар'єру Любінайте почала в п'ять років, коли почала вчитися гри на скрипці. Співати почала лише через десять років і відразу, у 2004 році, перемогла на конкурсі Dainų dainelė.
У 2015 році Моніка випустила свій перший студійний альбом — I Am.
У 2019 році продюсер «Голосу Литви» Гедімінас Яунюс оголосив, що Моніка стане новою суддею проєкту. Пізніше Любінайте приєдналася до таких шоу, як The Masked Singer та I See Your Voice. Того ж року вона випустила свій другий альбом під назвою Lünatik.
У 2020 році побачив світ третій альбом співачки — Melodija, який також вийшов у форматі вінілової платівки, що підкреслило ретро атмосферу композицій співачки.

### Євробачення
7 грудня 2021 року Моніка Лю була оголошена однією з учасниць литовського національного відбору на Євробачення Pabandom iš naujo 2022 зі своєю піснею «Sentimentai». З першого вибіркового туру співачці вдалося потрапити до півфіналу, де вона перемогла з 24 балами: 12 від журі й 12 від глядачів. У фіналі Pabandom iš naujo 2022 Моніка здобула перемогу як за рішенням журі, так і за рішенням глядачів. Завдяки цьому співачка отримала право представляти Литву на Пісенному конкурсі Євробачення 2022.

## Дискографія

### Сингли
| Назва                                          | Рік  | Альбом        |
| ---------------------------------------------- | ---- | ------------- |
| «Komm Zu Mir»                                  | 2019 | поза альбомом |
| «Hello»                                        | 2019 | поза альбомом |
| «Resist No More»                               | 2019 | поза альбомом |
| «I Got You»                                    | 2019 | поза альбомом |
| «Falafel»                                      | 2019 | поза альбомом |
| «Sometimes I Loved You Sometimes You Loved Me» | 2019 | поза альбомом |
| «No Matter What»                               | 2019 | поза альбомом |
| «I Wanna Be a Man»                             | 2019 | поза альбомом |
| «Detective»                                    | 2019 | поза альбомом |
| «Vaikinai trumpais Šortais»                    | 2019 | поза альбомом |
| «Troškimas»                                    | 2020 | поза альбомом |
| «Melodija»                                     | 2020 | поза альбомом |
| «Sentimentai»                                  | 2022 | поза альбомом |